# 胡蘭成
胡蘭成（こ らんせい、1906年2月28日-1981年7月25日）は、中国の政治家・作家・思想家・書家。

## 経歴
浙江省嵊県に生まれる。燕京大学を国民革命軍の北伐中に中退後、やがて政治に関わり、汪兆銘政府にて法制局長官に就くも、汪と意見の対立あって辞職。ジャーナリストとして漢口大楚報社長をつとめた。中国の著名な小説家、張愛玲の文学の才能に惚れ込み、1944年に結婚するも1947年に離婚し、1950年に日本に政治亡命。離婚した原因は胡蘭成の浮気行為。張愛玲は彼と離婚する際の手切れ金として大金と手紙を渡した。のち、上海黒社会の大物呉世宝の未亡人であった佘愛珍と再婚した。
1974年、台湾の中国文化学院（今は中国文化大学）で教えて台湾の文壇にも影響を与え、同大学から永世教授の称号を受けたが、1976年に台湾からも追われる。日本では筑波山に居を構え、数学者の岡潔や物理学者の湯川秀樹、日本浪曼派の保田與重郎、川端康成、安岡正篤等々と親交を結んだとされる。1981年、東京都福生市で永眠。
衆愚政治に陥りやすい等の民主主義の弱点を指摘し、名君による祭政一致こそ最も道徳的で知性の高い社会の実現を可能にすると主張した。
張愛玲は、小説「色、戒」（映画『ラスト、コーション』の原作）に登場するスパイ機関幹部の易という人物（モデルは丁黙邨とされる）に、かつての夫である胡蘭成を重ね合わせて描いたとも評されるが、実際の胡蘭成の人物像とはかけ離れているとの声もある。
書を得意とし、多くの作品を残している。

## 著書
- 『中国のこころ』（明徳出版社、1956年）
- 『今世今生』（ジャーナル社、1958年）
- 『建国新書』（中日新聞社東京本社東京新聞出版局、1968年）
- 『日本及び日本人に寄せる』（日月書房、1979年1月）
- 『禅是一枝花』（三三出版社（台湾）、1979年）
- 『天と人との際』（花曜社、1980年）
- 『新学社近代浪漫派文庫／岡潔・胡蘭成』（岡潔・胡蘭成、新学社、2004年11月）